# Gárdony
Gárdony è una città dell'Ungheria di 8.005 abitanti (dati 2001). È situata nella contea di Fejér.